# 키릴 캐로
키릴 캐로(에스토니아어: Kirill Käro, 1975년 2월 24일~)는 에스토니아의 배우이다.

## 생애
1975년 탈린에서 태어났다. 그의 아버지 발레리는 러시아와 에스토니아인 혼혈이며 어머니는 러시아인 교사이다. 라스나매에 고등학교를 졸업한 후 1992년 러시아로 건너가 보리스 시추킨 극장 연구소에 입학하여 연기를 배웠다.

## 작품 목록

### 영화
- 《더 펜서》(2015): 알렉세이 역

## 개인사
사촌인 볼리도 배우로 활동하고 있다.